# Folke Lundberg
Dag Olof Folke Lundberg, född 27 juni 1945 i Kungsholms församling i Stockholm, är en svensk före detta friidrottare (stående längdhopp och Stående höjdhopp). Han tävlade för Kronobergs IK och vann SM i stående längdhopp år 1964.